# Rádio foxhole
Um rádio foxhole é um rádio improvisado que foi construído por soldados na Segunda Guerra Mundial para entretenimento, para ouvir estações de rádio locais usando modulação de amplitude. Eles foram relatados pela primeira vez na Batalha de Anzio, em Itália, espalhando-se mais tarde pelos teatros da Europa e do Pacífico. O rádio foxhole era um rádio de cristal rudimentar que usava uma lâmina de barbear de segurança como detetor de ondas de rádio, com a lâmina atuando como cristal e um fio, um alfinete de segurança ou, mais tarde, uma ponta de lápis de grafite servindo como bigode de gato.
O rádio foxhole, assim como um recetor de rádio de cristal mineral, não tinha fonte de energia e funcionava com a energia recebida da estação de rádio. Eles foram nomeados, provavelmente pela imprensa, em homenagem à trincheira (em inglês), uma posição de combate defensiva usada durante a guerra. Existem também relatos de prisioneiros de guerra na Segunda Guerra Mundial e na Guerra do Vietname que construíram rádios foxhole.

## História
O fabricante do primeiro rádio foxhole é desconhecido, mas foi quase certamente inventado por um soldado estacionado na cabeça de praia de Anzio durante o impasse de fevereiro a maio de 1944. Um dos primeiros artigos de jornal sobre um rádio de trincheira foi publicado no New York Times em 29 de abril de 1944. O rádio foi construído pelo soldado Eldon Phelps de Enid, Oklahoma, que mais tarde afirmou ter inventado o projeto. Era bastante rudimentar: uma lâmina de barbear enfiada num pedaço de madeira agia como cristal, e a ponta do fio da antena servia como bigode de gato. Ele conseguiu captar transmissões de Roma e Nápoles.
A ideia espalhou-se pela praia e para além. Toivo Kujanpaa construiu um recetor em Anzio e conseguiu receber programas de propaganda alemães. Os programas de propaganda eram direcionados aos militares Aliados a partir de uma estação do Eixo em Roma. Muitos veteranos de Anzio referem-se à locutora que ouviram como "Axis Sally", apelido geralmente usado para se referir à propagandista Mildred Gillars, no entanto Gillars transmitiu de Berlim, e os homens em Anzio provavelmente ouviram Rita Zucca, que transmitiu de Roma. Embora Gillars seja mais frequentemente associada ao apelido "Sally", foi Zucca quem realmente referiu-se a si mesma como "Sally" durante as transmissões.
Também havia transmissões aliadas disponíveis, da Estação de Rádio Móvel do 5º Exército e da BBC.
Soldados americanos na Itália montavam vários rádios. Os soldados ouviam à noite, perto das linhas da frente, discos tocados numa estação de rádio em Roma. Normalmente, seria possível ouvir uma estação de rádio num rádio foxhole se morasse a quarenta ou quarenta quilómetros de distância. Em 1942, o tenente-coronel R.G. Wells, um prisioneiro de guerra no Japão, construiu um rádio foxhole para obter notícias sobre a situação internacional. “Todo o campo de prisioneiros de guerra ansiava por notícias”, segundo Wells.  Richard Lucas, um prisioneiro de guerra no Vietname, construiu um rádio no campo e fez os seus próprios fones de ouvido.

## Designs e operação

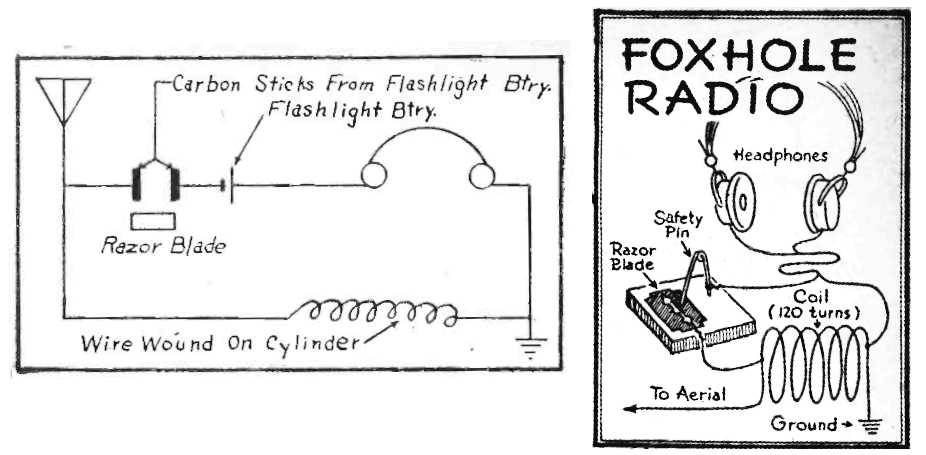
Dois circuitos usados em rádios foxhole, do artigo de Gernsback de 1944.

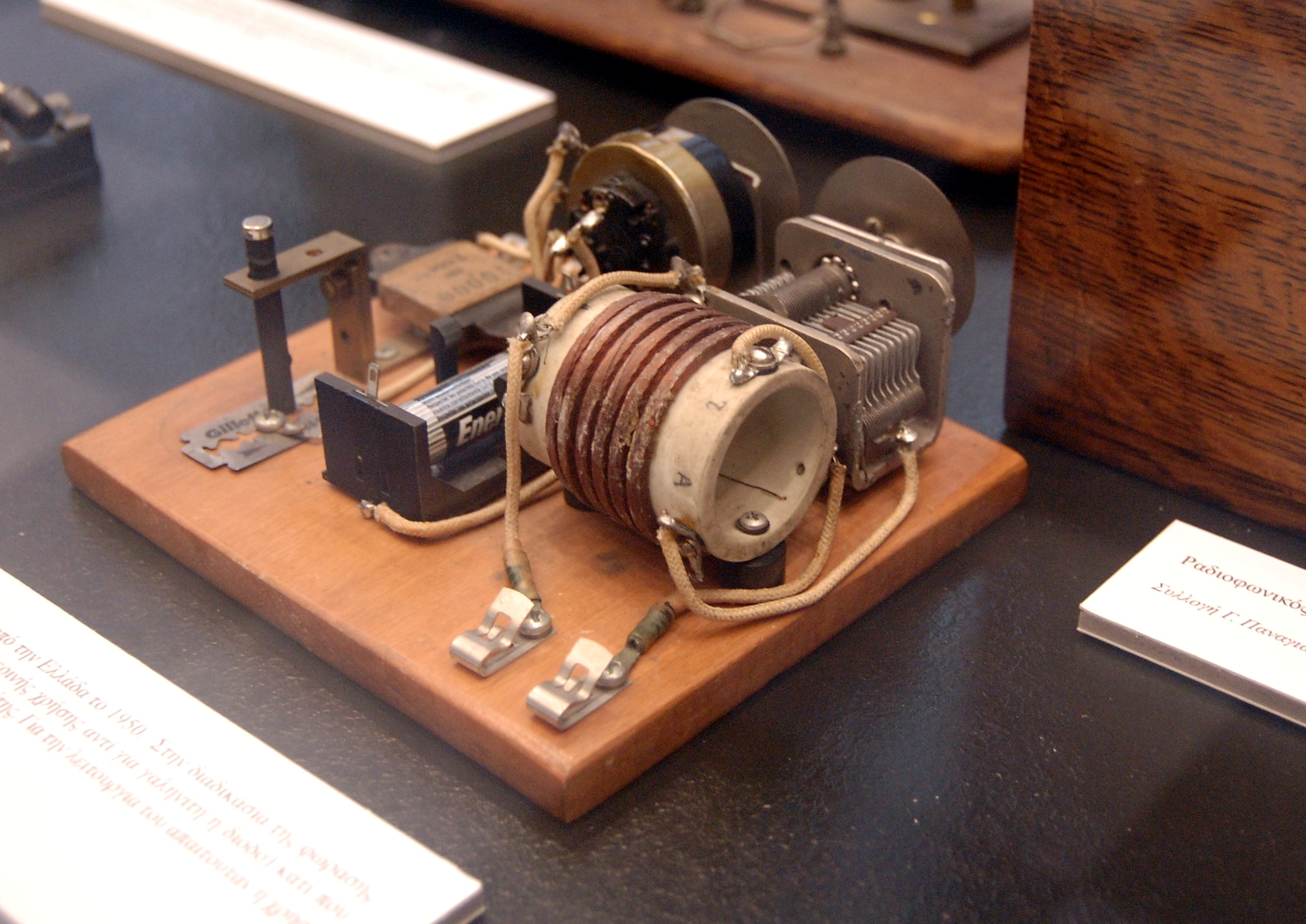
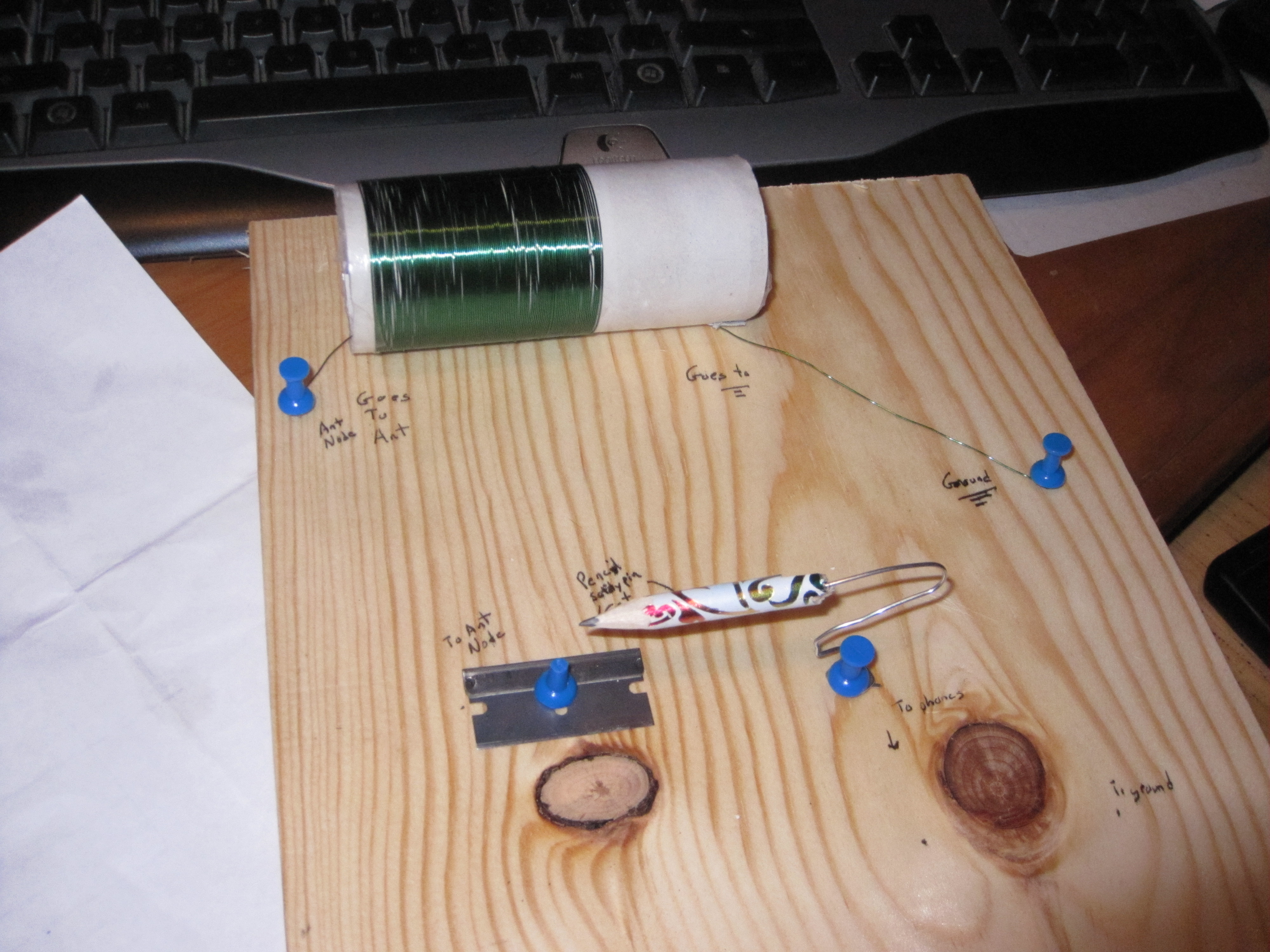

Os rádios foxhole consistiam numa antena de fio, uma bobina de fio servindo como indutor, fones de ouvido e algum tipo de detetor de diodo improvisado para retificar o sinal. Os detetores consistiam num contacto elétrico entre dois condutores diferentes com uma película semicondutora de corrosão entre eles. Eles foram concebidos a partir de vários objetos comuns. Um tipo comum era feito de uma lâmina de barbear oxidada (enferrujada ou em chamas) com uma ponta de lápis pressionada contra a lâmina com um alfinete de segurança. A camada de óxido na lâmina e o ponto de contacto da ponta do lápis formam um diodo Schottky semicondutor e permitem que a corrente passe apenas numa direção. Apenas certos pontos da lâmina agiam como diodos, então o soldado movia o grafite do lápis pela superfície até que a estação de rádio fosse ouvida nos fones de ouvido. Outro projeto de detetor era uma bateria de carbono apoiada nas bordas de duas lâminas de barbear verticais, com base no detetor de "microfone" de 1879 de David Edward Hughes.
A antena é conectada ao indutor aterrado. A bobina possui uma capacitância parasita interna que, junto com a capacitância da antena, forma um circuito ressonante (circuito sintonizado) com a indutância da bobina, ressoando numa frequência ressonante específica. A bobina tem alta impedância na sua frequência de ressonância e passa sinais de rádio da antena nessa frequência para o detetor, enquanto conduz sinais em todas as outras frequências para o solo. Ao variar a indutância com um braço de contacto deslizante, um rádio de cristal comercial pode ser sintonizado para receber diferentes frequências. A maioria destes aparelhos de guerra não tinha contacto deslizante e eram construídos para receber apenas uma frequência, a frequência da estação de transmissão mais próxima. O detetor e os fones de ouvido foram conectados em série na bobina, que aplicava o sinal de rádio da estação de rádio recebida. O detetor agia como um retificador, permitindo que a corrente fluísse através dele em apenas uma direção. Ele retificava a onda portadora de rádio oscilante, extraindo a modulação de áudio, que passava pelos fones de ouvido. Os fones de ouvido convertiam o sinal de áudio em ondas sonoras.

Normalmente, os fones de ouvido tinham que ser encontrados ou emprestados do oficial de comunicação da unidade. Num caso, um soldado, Richard Lucas, construiu fones de ouvido amarrando quatro pregos com pano, enrolando arame e pingando cera sobre as voltas. Depois de cerca de dez camadas de fio, ele o colocou um pedaço de bambu. Uma tampa de lata foi colocada sobre a bobina de fio. O ouvinte conectou o fone de ouvido improvisado ao rádio da trincheira e recebeu três estações de rádio. A melhor audição era à noite, segundo Lucas.